# كزافييه بيشا
كزافييه بيشا (بالفرنسية: Marie François Xavier Bichat)‏ طبيب فرنسي شهير.

## روابط خارجية
- كزافييه بيشا على موقع الموسوعة البريطانية (الإنجليزية)
- كزافييه بيشا على موقع إن إن دي بي (الإنجليزية)